# Eudy Simelane
Eudy Simelane (KwaThema, 11 marzo 1977 – KwaThema, 27 aprile 2008) è stata una calciatrice sudafricana.

## Biografia
Simelane divenne la prima donna omosessuale dichiarata nella sua città, KwaThema, e tra le prime in tutto il Sudafrica, nonché attivista per i diritti LGBT. Dopo aver iniziato a giocare a calcio da bambina, Simelane entrò a far parte della squadra di calcio della sua città, il Kwa-Thema Ladies, poi ridenominato Springs Home Sweepers FC. Ha giocato per la nazionale sudafricana in diverse occasioni, assumendo anche il ruolo di capitano. Aveva, inoltre, allenato delle squadre giovanili e aveva iniziato il percorso per diventare arbitro di calcio. Sfruttò la sua celebrità come calciatrice della nazionale sudafricana per promuovere i diritti LGBT nel suo Paese.
Fu uccisa il 27 aprile 2008 durante uno stupro correttivo, fenomeno allora diffuso in Sudafrica. Quattro uomini vennero arrestati per l'omicidio; di loro, uno venne condannato a 32 anni di carcere nel febbraio 2009, un altro venne condannato all'ergastolo nel settembre 2009. Fu la prima volta in Sudafrica che vennero emesse condanne per stupro correttivo. Gli altri due imputati vennero assolti.
In sua memoria nel 2009 venne eretto un piccolo ponte commemorativo nella sua città natale.